# Rappresentazione di Heisenberg

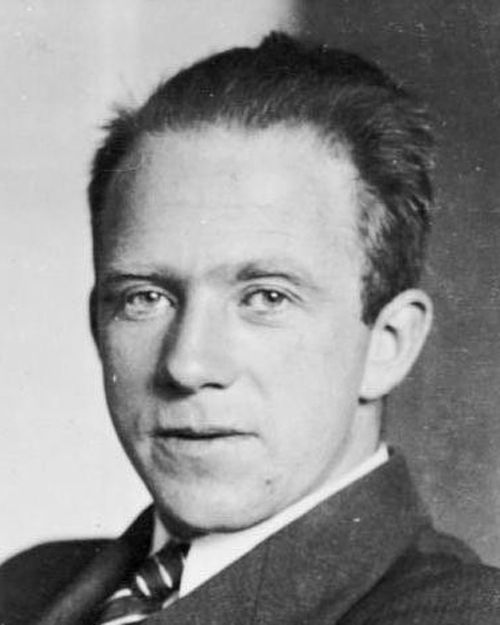
Werner Karl Heisenberg

In fisica, la rappresentazione di Heisenberg è una formulazione della meccanica quantistica in cui gli operatori (osservabili e altri) sono dipendenti dal tempo, mentre gli stati quantici ne sono indipendenti. Questa formulazione contrasta con la rappresentazione di Schrödinger nella quale gli operatori sono costanti e gli stati evolvono nel tempo. I due modelli differiscono solo per un cambio di base rispetto alla dipendenza temporale. La rappresentazione di Heisenberg è la formulazione della meccanica delle matrici in una base arbitraria, nella quale l'operatore hamiltoniano non è necessariamente diagonale.

## Dettagli matematici
Nella rappresentazione di Heisenberg della meccanica quantistica lo stato quantico {\displaystyle |\psi \rangle } non cambia con il tempo, mentre un'osservabile A è tale da soddisfare
{\displaystyle {\frac {d}{dt}}A_{H}(t)={i \over \hbar }[H,A_{H}(t)]+\left({\frac {\partial A}{\partial t}}\right)_{H}}
dove H è un operatore hamiltoniano e [·,·] è un commutatore di H e AH. In qualche senso, la rappresentazione di Heisenberg è più naturale e fondamentale di quella di Schrödinger, specialmente per quanto riguarda le teorie relativistiche.
Quest'approccio ha una similarità nella fisica classica: sostituendo il commutatore della formula con le parentesi di Poisson, l'equazione di Heisenberg diviene una formulazione generale dell'equazione Hamiltoniana.
Per il teorema di Stone-von Neumann, la rappresentazione di Heisenberg e quella di Schrödinger sono unitariamente equivalenti.

## Derivazione dell'equazione di Heisenberg
Il valore atteso di un osservabile A (che è un operatore lineare hermitiano) per uno stato {\displaystyle |\psi (t)\rangle } è dato da:
{\displaystyle \langle A\rangle (t)=\langle \psi (t)|A|\psi (t)\rangle }
Dall'equazione di Schrödinger
{\displaystyle |\psi (t)\rangle =e^{-iHt/\hbar }|\psi (0)\rangle },
dove H è un operatore hamiltoniano indipendente dal tempo ed ħ è la costante di Planck divisa per 2·π, segue:
{\displaystyle \langle A\rangle (t)=\langle \psi (0)|e^{iHt/\hbar }Ae^{-iHt/\hbar }|\psi (0)\rangle ,}
Definendo,
{\displaystyle A_{H}(t):=e^{iHt/\hbar }Ae^{-iHt/\hbar }.}
segue (differenziando seguendo la regola di Leibniz):
{\displaystyle {d \over dt}A_{H}(t)={i \over \hbar }He^{iHt/\hbar }Ae^{-iHt/\hbar }+\left({\frac {\partial A}{\partial t}}\right)_{H}+{i \over \hbar }e^{iHt/\hbar }A\cdot (-H)e^{-iHt/\hbar }}
Si noti che {\displaystyle {\frac {\partial A}{\partial t}}} è la derivata parziale rispetto al tempo di A e non di A(t).
{\displaystyle ={i \over \hbar }e^{iHt/\hbar }\left(HA-AH\right)e^{-iHt/\hbar }+\left({\frac {\partial A}{\partial t}}\right)_{H}={i \over \hbar }\left(HA_{H}(t)-A_{H}(t)H\right)+\left({\frac {\partial A}{\partial t}}\right)_{H}}
L'ultimo passaggio è valido in quanto {\displaystyle e^{-iHt/\hbar }} commuta con H. Da questa relazione si ha l'equazione di Heisenberg:
{\displaystyle {d \over dt}A_{H}(t)={i \over \hbar }[H,A_{H}(t)]+\left({\frac {\partial A}{\partial t}}\right)_{H}},
dove [X, Y] è il commutatore dei due operatori ed è definito come [X, Y] := XY − YX.

## Relazioni dei commutatori
Naturalmente, le relazioni che esplicitano i commutatori sono differenti dalla rappresentazione di Schrödinger a causa della dipendenza del tempo degli operatori. Ad esempio, si considerino gli operatori {\displaystyle x(t_{1}),x(t_{2}),p(t_{1})} e {\displaystyle p(t_{2})}. L'evoluzione temporale di questi operatori dipende dall'operatore hamiltoniano del sistema. Per l'oscillatore armonico monodimensionale si ha:
{\displaystyle H={\frac {p^{2}}{2m}}+{\frac {m\omega ^{2}x^{2}}{2}}}
L'evoluzione degli operatori di posizione e momento è data da:
{\displaystyle {d \over dt}x(t)={i \over \hbar }[H,x(t)]={\frac {p}{m}}}
{\displaystyle {d \over dt}p(t)={i \over \hbar }[H,p(t)]=-m\omega ^{2}x}
Risolvendo rispetto alle seguenti condizioni iniziali:
{\displaystyle {\dot {p}}(0)=-m\omega ^{2}x_{0}}
{\displaystyle {\dot {x}}(0)={\frac {p_{0}}{m}}}
si ha:
{\displaystyle x(t)=x_{0}\cos(\omega t)+{\frac {p_{0}}{\omega m}}\sin(\omega t)}
{\displaystyle p(t)=p_{0}\cos(\omega t)-m\omega x_{0}\sin(\omega t)}
Ora si possono esplicitare i commutatori:
{\displaystyle [x(t_{1}),x(t_{2})]={\frac {i\hbar }{m\omega }}\sin(\omega t_{2}-\omega t_{1})}
{\displaystyle [p(t_{1}),p(t_{2})]=i\hbar m\omega \sin(\omega t_{2}-\omega t_{1})}
{\displaystyle [x(t_{1}),p(t_{2})]=i\hbar \cos(\omega t_{2}-\omega t_{1})}
Per {\displaystyle t_{1}=t_{2}}, si ottengono le relazioni di commutazione canoniche {\displaystyle (0;0;i\hbar )}.